# Mistrovství Asie ve fotbale 1992
Mistrovství Asie ve fotbale 1992 bylo desáté mistrovství pořádané fotbalovou asociací AFC. Vítězem se stala japonská fotbalová reprezentace.

## Kvalifikované týmy
Hlavní článek: Kvalifikace na Mistrovství Asie ve fotbale 1992
- Japonsko (hostitel)
- Saúdská Arábie (obhájce titulu)
- Čína
- Írán
- Severní Korea
- Katar
- Thajsko
- SAE

## Základní skupiny

### Skupina A
| Tým           | B | Z | V | R | P | VG | IG | +/- |
| ------------- | - | - | - | - | - | -- | -- | --- |
| Japonsko      | 4 | 3 | 1 | 2 | 0 | 2  | 1  | +1  |
| SAE           | 4 | 3 | 1 | 2 | 0 | 2  | 1  | +1  |
| Írán          | 3 | 3 | 1 | 1 | 1 | 2  | 1  | +1  |
| Severní Korea | 1 | 3 | 0 | 1 | 2 | 2  | 5  | −3  |

| 30. října 1992 17.00 |        |                          |                                                                           |
| Severní Korea        | 0:2    | Írán                     | Bingo Sports Park, Onomiči diváci: 8 000 rozhodčí: Omer Al-Mehannah (KSA) |
|                      | Report | Pious 30' Ghayeghran 80' | Bingo Sports Park, Onomiči diváci: 8 000 rozhodčí: Omer Al-Mehannah (KSA) |

| 30. října 1992 19.00 |        |     |                                                                      |
| Japonsko             | 0:0    | SAE | Bingo Sports Park, Onomiči diváci: 10 000 rozhodčí: Wei Jihong (CHN) |
|                      | Report |     | Bingo Sports Park, Onomiči diváci: 10 000 rozhodčí: Wei Jihong (CHN) |

| 1. listopadu 1992 12.00 |        |     |                                                                            |
| Írán                    | 0:0    | SAE | Hirošima Big Arch, Hirošima diváci: 25 000 rozhodčí: Jamal Al Sharif (SYR) |
|                         | Report |     | Hirošima Big Arch, Hirošima diváci: 25 000 rozhodčí: Jamal Al Sharif (SYR) |

| 1. listopadu 1992 14.00 |        |                          |                                                                              |
| Japonsko                | 1:1    | Severní Korea            | Hirošima Big Arch, Hirošima diváci: 32 000 rozhodčí: Rasheed Al-Jassas (KUW) |
| Nakayama 80'            | Report | Kim Gwang-Min 29' (pen.) | Hirošima Big Arch, Hirošima diváci: 32 000 rozhodčí: Rasheed Al-Jassas (KUW) |

| 3. listopadu 1992 12.00 |        |                   |                                                                            |
| SAE                     | 2:1    | Severní Korea     | Hirošima Big Arch, Hirošima diváci: 33 000 rozhodčí: Neji Jouini (Tunisia) |
| K. Saad 81' Bakhit 85'  | Report | Kim Gwang-Min 69' | Hirošima Big Arch, Hirošima diváci: 33 000 rozhodčí: Neji Jouini (Tunisia) |

| 3. listopadu 1992 14.00 |        |      |                                                                            |
| Japonsko                | 1:0    | Írán | Hirošima Big Arch, Hirošima diváci: 37 000 rozhodčí: Jamal Al Sharif (SYR) |
| Miura 87'               | Report |      | Hirošima Big Arch, Hirošima diváci: 37 000 rozhodčí: Jamal Al Sharif (SYR) |

### Skupina B
| Tým            | B | Z | V | R | P | VG | IG | +/- |
| -------------- | - | - | - | - | - | -- | -- | --- |
| Saúdská Arábie | 4 | 3 | 1 | 2 | 0 | 6  | 2  | +4  |
| Čína           | 4 | 3 | 1 | 2 | 0 | 3  | 2  | +1  |
| Katar          | 2 | 3 | 0 | 2 | 1 | 3  | 4  | −1  |
| Thajsko        | 2 | 3 | 0 | 2 | 1 | 1  | 5  | −4  |

| 29. října 1992 17.00 |        |             |                                                                             |
| Saúdská Arábie       | 1:1    | Čína        | Hirošima Big Arch, Hirošima diváci: 15 000 rozhodčí: Shinichiro Obata (JPN) |
| Al-Thunayan 17'      | Report | Li Bing 41' | Hirošima Big Arch, Hirošima diváci: 15 000 rozhodčí: Shinichiro Obata (JPN) |

| 29. října 1992 19.00 |        |           |                                                                              |
| Thajsko              | 1:1    | Katar     | Hirošima Big Arch, Hirošima diváci: 21 000 rozhodčí: Hossein Khoshkhan (IRN) |
| Areesngarkul 42'     | Report | Soufi 81' | Hirošima Big Arch, Hirošima diváci: 21 000 rozhodčí: Hossein Khoshkhan (IRN) |

| 31. října 1992 13.00 |        |             |                                                                          |
| Saúdská Arábie       | 1:1    | Katar       | Hirošima Stadium, Hirošima diváci: 4 000 rozhodčí: Neji Jouini (Tunisia) |
| Al-Muwallid 86'      | Report | Mustafa 74' | Hirošima Stadium, Hirošima diváci: 4 000 rozhodčí: Neji Jouini (Tunisia) |

| 31. října 1992 15.00 |        |         |                                                                                  |
| Čína                 | 0:0    | Thajsko | Hirošima Stadium, Hirošima diváci: 5 000 rozhodčí: Noh Byung-Il (Korea Republic) |
|                      | Report |         | Hirošima Stadium, Hirošima diváci: 5 000 rozhodčí: Noh Byung-Il (Korea Republic) |

| 2. listopadu 1992 17.00                         |        |         |                                                                      |
| Saúdská Arábie                                  | 4:0    | Thajsko | Bingo Sports Park, Onomiči diváci: 4 000 rozhodčí: Ali Bujsaim (UAE) |
| Al-Owairan 4' Al-Bishi 19', 72' Al-Thunayan 64' | Report |         | Bingo Sports Park, Onomiči diváci: 4 000 rozhodčí: Ali Bujsaim (UAE) |

| 2. listopadu 1992 19.00 |        |                      |                                                                          |
| Katar                   | 1:2    | Čína                 | Bingo Sports Park, Onomiči diváci: 4 500 rozhodčí: Badara Sène (Senegal) |
| Al-Sulaiti 20'          | Report | Peng Weiguo 44', 58' | Bingo Sports Park, Onomiči diváci: 4 500 rozhodčí: Badara Sène (Senegal) |

## Play off

### Semifinále
| 6. listopadu 1992 16.30              |        |                          |                                                                             |
| Japonsko                             | 3:2    | Čína                     | Hirošima Stadium, Hirošima diváci: 15 000 rozhodčí: Hossein Khoshkhan (IRN) |
| Fukuda 48' Kitazawa 57' Nakayama 84' | Report | Xie Yuxin 1' Li Xiao 70' | Hirošima Stadium, Hirošima diváci: 15 000 rozhodčí: Hossein Khoshkhan (IRN) |

| 6. listopadu 1992 19.00     |        |     |                                                                             |
| Saúdská Arábie              | 2:0    | SAE | Hirošima Stadium, Hirošima diváci: 12 000 rozhodčí: Rasheed Al-Jassas (KUW) |
| Al-Owairan 67' Al-Bishi 80' | Report |     | Hirošima Stadium, Hirošima diváci: 12 000 rozhodčí: Rasheed Al-Jassas (KUW) |

### O 3. místo
| 8. listopadu 1992 12.00 |              |            |                                                                            |
| Čína                    | 1:1 (prodl.) | SAE        | Hirošima Big Arch, Hirošima diváci: 40 000 rozhodčí: Neji Jouini (Tunisia) |
| Hao Haidong 15'         | Report       | Ismail 10' | Hirošima Big Arch, Hirošima diváci: 40 000 rozhodčí: Neji Jouini (Tunisia) |

|  |     | Penaltový rozstřel |
|  | 4:3 |                    |

### Finále
| 8. listopadu 1992 14.35 |        |                |                                                                            |
| Japonsko                | 1:0    | Saúdská Arábie | Hirošima Big Arch, Hirošima diváci: 60 000 rozhodčí: Jamal Al Sharif (SYR) |
| Takagi 36'              | Report |                | Hirošima Big Arch, Hirošima diváci: 60 000 rozhodčí: Jamal Al Sharif (SYR) |